# جون فريدريك باركر
جون فريدريك باركر (بالإنجليزية: John Frederick Parker)‏ هو ضابط أمريكي، ولد في 1853 في أوهايو في الولايات المتحدة، وتوفي في 12 ديسمبر 1911 بسبب التهاب الكلى.